# Marina de Tavira
Marina de Tavira est une actrice mexicaine, née le 30 novembre 1974  à Mexico.

## Filmographie

### Cinéma
- 2005 : Hijas de su madre : Las Buenrostro de Busi Cortés : Tere
- 2006 : Efectos secundarios d'Issa López : Marina
- 2006 : Un mundo maravilloso de Luis Estrada : Enfermera Guapa
- 2007 : La Zona, propriété privée (La zona) de Rodrigo Plá : Andrea
- 2008 : Casi divas d'Issa López
- 2008 : Cinq jours sans Nora (Cinco días sin Nora) de Mariana Chenillo : la jeune Nora Kurtz
- 2008 : Violanchelo d'Alfonso Pineda Ulloa : Marcela Padilla
- 2010 : Desafío de Julio Bracho et Jorge Luquín : Julieta
- 2011 : Viento en contra de Walter Doehner : Lizeta
- 2012 : Espacio interior de Kai Parlange Tessmann : Josefa
- 2015 : Los árboles mueren de pie de Roberto Girault : Helena
- 2017 : Ana y Bruno de Carlos Carrera : Carmen
- 2017 : Cómo cortar a tu patán de Gabriela Tagliavini : Mamá Amanda
- 2018 : Cómplices de Luis Eduardo Reyes : Teresa
- 2018 : Niebla de Culpa de Francisco Laresgoiti : Amanda
- 2018 : Roma d'Alfonso Cuarón : Sofía
- 2019 : Esto no es Berlín de Hari Sama : Carolina
- 2021 : Reminiscence de Lisa Joy : Tamara Sylvan